# Уметност Арапског пролећа
Уметничко изражавање је играло кључну улогу током и након устанака 2011. године, познатих као Арапско пролеће, такође познатих као Прво арапско пролеће. Уобичајени медији су укључивали шаљиве слике, уличну уметност (графити/мурали) и музику. Многа уметничка дела су се фокусирала на теме као што су корупција у влади, полицијско насиље, политички ислам, цензура, права радника и ауторитаризам, између осталог. Ови радови су често наилазили на владино сузбијање и насиље.

## Тунис
Туниска револуција или Револуција јасмина била је прва у низу револуција које су постале познате као Арапско пролеће. Ова револуција је почела након јавног самоспаљивања Мухамеда Бузизија, туниског уличног продавца. Током устанака који су се догодили крајем 2010. године, и непосредно након свргавања дугогодишњег председника Зина ел Абидина ибн Алија, уметност је играла кључну улогу у стварању револуционарне атмосфере. Улична уметност је била посебно распрострањена и важна током овог периода, али и други медији попут хип-хоп музике и политичких карикатура били су преносиоци политичких порука. Овај анти-естаблишментски уметнички покрет настао је током и непосредно након времена када је политички говор био жестоко потискиван.

### Слике Бузизија
Иако Бузизијево самоспаљивање није директно забележено, прикази Бузизија и његовог екстремног чина протеста били су широко распрострањени широм Туниса током револуционарног периода. Видео снимак маса које протестују одмах након што је одвезен колима хитне помоћи, који је објавио његов рођак, постао је виралан на Фејсбуку, скрећући пажњу на инцидент. Слика председника ибн Алија како посећује Бузизија у коми и потпуно превијеног у болници у данима након инцидента постала је позната широм земље и света. Ове и сличне слике кружиле су интернетом, подстичући револуционарно расположење. Бузизи је постао икона туниског револуционарног покрета. У политичким цртежима је приказан као катализатор промена и мира, а портрети су га представљали као хероја.

### Улична уметност
Улична уметност, посебно графити, постала је широко коришћена и политички важна током Револуције јасмина у Тунису. Графити су постојали и пре устанака, али су углавном били неполитички и у много мањем обиму. Како су почели масовни протести, слике Че Геваре и српа и чекића често су осликаване на зидовима. Антиимперијалистичке и антиестаблишментске поруке биле су изузетно популарне, често критикујући ибн Алија или његову странку Демократски уставни скуп. Графитисти су често радили анонимно или у групама како би се заштитили од одмазде. Улична уметност је коришћена за преношење широког спектра порука. Често се улична уметност користила за враћање јавног простора људима, уместо простора под контролом владе. Ибн Алијеве статуе и постери су уништени или уклоњени и замењени уметничким делима. Три месеца након што је побегао из Туниса, портрети 100 обичних Тунишана постављени су широм града Ле Крам, замењујући портрете свргнутог председника. Уништени затвори у којима су некада били смештени политички затвореници и виле које су припадале члановима ибн Алијеве породице прекривени су муралима које су осликали уметници графита. Графити су такође често коришћени као критика репресије под ибн Алијевим вођством, а уметници су преко његовог лица писали „404 није пронађено“. Улична уметност је такође често приказивала демонстранте који су погинули услед полицијског насиља или прославе револуције.

### Музика
Хип-хоп музика је такође била важно средство за ширење порука отпора. Реп музика, већ популарна међу младим Тунижанима, постала је средство протеста против ибн Алија у месецима који су претходили његовом хапшењу, подижући жанр на нове нивое популарности. „Rais Lebled“ од Ел Генерала (Хамада Бен-Амор) постао је виралан широм света само неколико недеља пре почетка протеста. Ова песма се бавила неједнакошћу и корупцијом унутар ибн Алијеве владе и допринела је растућем незадовољству у Тунису. Теме полицијске бруталности, сексизма, сиромаштва и цензуре обрађене су кроз текстове песама и пратеће музичке спотове.

### Карикатуре
Политичке карикатуре су се најчешће делиле на друштвеним мрежама након завршетка протеста. Карикатуре су приказивале наду у мир и нови изборни систем, страх од радикализма и неслагање око тога како земља треба да напредује. Карикатуристи су представљали понос због успешне револуције у Тунису, метафорички приказујући Тунис као усамљену црвену ружу у неплодном пејзажу. Вилис из Туниса, цртани лик мачке кога је креирала Нађа Кјари, такође је постао интернет сензација. Карикатуре Вилиса из Туниса објављене на Фејсбуку документовале су последице револуције и славиле Тунис без цензуре.

## Сирија
Сиријска револуција, или Сиријска револуција достојанства, био је велики политички покрет од 2011. до 2012. године, који се састојао од масовних протеста и устанака. Сирија је била једна од многих земаља које су се побуниле против својих лидера у већем покрету познатом као Арапско пролеће. Главни циљ устанка био је свргавање сиријског председника Башара ел Асада са власти, а демонстранти су се често ослањали на хумор и подсмех како би понизили вођу и позивали на слободу. Уобичајени облици уметности током Сиријске револуције укључују кратке филмове, музику и карикатуре.

### Сатира
Сатирични коментари су се често користили током Сиријске револуције као средство политичке критике, често се фокусирајући на саморугање, хумор и претеривање. Сатира је такође коришћена као медијум за политичку критику у облику видеа. „Top Goon: Diaries of a Little Dictator“ је серија кратких видео снимака објављених на Јутјубу почев од новембра 2011. године од стране сиријске луткарске групе под називом Масасит Мати. Видео снимци, са арапским дијалозима и енглеским титловима, садржали су веома преувеличан приказ Башара ел Асада као марионете. Са издуженим лицем, превеликим шиљатим носом и густим обрвама, луткаста верзија председника назива се „Бишу“, умањени облик од „Башар“. Кроз епизоде од пет до осам минута, вођа је више пута исмеван високим смехом лутке праћеним Башаровим озлоглашеним шуштањем. Он је приказан као властољубив диктатор, често инфантилизован као нарцисоидни, детињасти вођа. Директор серије „Масасит Мати“, Џамил (псеудоним), рекао је за Ал-Џазиру: „Покушали смо да разбијемо прослављену слику диктатора.“ Прва сезона серије „Top Goon“ састојала се од 13 епизода. Друга сезона је објављена од јула до новембра 2012. године и садржала је 17 епизода.

### Музика
Једна од најмоћнијих песама устанка била је „Јала Ерхал Ја Башар“ („Хајде, Башаре, одлази“), коју је у августу 2011. написао Ибрахим Кашуш из Хаме. Песма позива на свргавање сиријског председника Башара ел Асада и његовог брата Махера са власти.
Популарност песме је додатно порасла након што је Кашушово тело пронађено у реци са ишчупаним гласним жицама неколико дана након што је извео своју песму пред публиком. Уметник је постао мученик револуције, а његове песме су се прошириле широм Сирије, уједињујући људе под позивом на ослобођење.

### Карикатуре
Политички карикатуриста Али Фарзат, који је отворено критиковао Асадову владу у свом раду, био је један од најистакнутијих сиријских политичких карикатуриста током устанака 2011. године. У августу 2011. године, режимске снаге су га извукле из аутомобила и тешко претукле, сломивши му руке. Уметник је преживео и наставио да ствара уметност. Касније је објавио карикатуру себе како лежи у болничком кревету, показујући непристојан гест завијеним рукама. Са отеченим, модрим оком и огреботинама по лицу, цртани филм приказује Фарзата умотаног у болничко платно на црној позадини, са очима усмереним право ка гледаоцима.

## Египат
Пре Револуције 25. јануара, египатска влада је у великој мери ограничавала јавно политичко изражавање у јавним просторима. Улична уметност је брзо постала доминантан облик политичког визуелног изражавања у Египту, док су се протести одвијали широм земље. Уметници су користили уличну уметност да би створили визуелну документацију протеста који су се дешавали током револуције. Промене у динамици моћи између грађана и државе подстакле су демократизацију уметности кроз уличну уметност у јавним просторима. Људи су  отвореније изражавали мисли о друштву, религији и политици, доводећи у питање конзервативни египатски друштвено-политички статус кво.
У улици Мухамеда Махмуда, главној улици која води директно до трга Тахрир, дугачак зид испред старог кампуса Америчког универзитета у Каиру брзо је постао истакнуто место и за револуционарну уличну уметност и за насиље. Улица Мухамеда Махмуда, коју су активисти назвали „Пут мученика“, постала је место где су уметници коментарисали друштвене и политичке идеје, а такође су одавали почаст жртвама државног насиља, посебно либералним демонстрантима убијеним у револуцији 2011. године.
Музика је била важно средство које се користило на протестима. Музичари су компоновали импровизоване песме које су укључивале духовите критике политичких личности са популарним слоганима који су се скандирали током протеста. Музичари су певали ове револуционарне песме заједно са стотинама хиљада људи присутних на Тргу Тахрир, главном месту револуције 2011. године. Ове песме су постале виралне на друштвеним мрежама, што је помогло револуцији да добије већу подршку у Египту и широм света.

### Улична уметност
Египатски уметници и анонимни грађани почели су да стварају уличну уметност као начин самоизражавања. Стварање уличне уметности омогућило је грађанима да „врате“ своје јавне просторе, а самим тим и своју земљу. Омогућило је грађанима да преузму контролу над наративима који окружују револуцију, као и да визуелизују осећања појединаца у вези са великим друштвеним и политичким превирањима кроз која је земља пролазила.
Египатски улични уметници користили су мурале и графите како би одали почаст демонстрантима убијеним на тргу Тахрир. Обимна уметничка дела која приказују мученике имала су за циљ да послуже као стални визуелни подсетник на револуцију у египатском колективном памћењу. Уметници су сликали велике портрете жртава, често приказане са крилима на небу, на зидовима који су се издизали дуж улице Мухамеда Махмуда, надвијајући се над пролазницима који су пролазили поред њих. Датуми и места њихове смрти, као и повезане песме и цитати, често су се појављивали у близини ових споменика.
Графити су служили као медијум за грађане да изразе своје критике Мубараковог режима, визуелизују коментаре о друштвеним и политичким догађајима и прогласе солидарност са другим револуцијама у развоју које су се дешавале широм арапског света. Првобитни графити након почетка револуције 25. јануара изражавали су жеље грађана за политичким променама. Иако је део овога написан на енглеском језику, вероватно да би се привукла међународна публика, већина графита је написана на колоквијалном арапском језику и укључивала је специфичне египатске културне референце. Уобичајени графити су укључивали изјаве о националном поносу и јединству, као и нади за будућност Египта.
Иконични визуелни симболи револуције настали су из инцидената који су се догодили на тргу Тахрир током протеста. Један од најзначајнијих симбола револуције из 2011. године је завој за око. Војник, назван „снајпериста за очи“, намерно је пуцао демонстрантима у очи. Као одговор, тинејџери који су демонстрирали почели су да носе фластере за очи као чин солидарности. Улична уметност је брзо следила тај пример, приказујући портрете људи који су изгубили вид у протестима. У улици Мухамеда Махмуда исписани су графити који је проглашавају „Улицом очију слободе“. Многе особе приказане на улици почеле су да се појављују са фластерима за очи.
У децембру 2011. године, војници су брутално напали једну демонстранткињу, скинувши јој абају, откривајући њен плави грудњак. Сведоци су поделили видео снимке инцидента на интернету који су брзо постали вирални и изазвали национално и међународно негодовање. Плави грудњак је убрзо постао широко распрострањен графитиран симбол. Не само да је скренуо пажњу на милитаризовано насиље над либералним демонстрантима, већ је истакао насиље, посебно сексуално злостављање, које је над женама чинила полиција и египатско друштво уопште. Графити плавих грудњака постали су свеприсутни у просторима уличне уметности, што, према речима стручњака, такође означава промену у египатској култури у погледу начина на који се друштвени табуи суочавају у традиционално конзервативном друштву.
Популарна тема међу египатском револуционарном уличном уметношћу била је укључивање древне египатске естетике и мотива у визуелне нарације актуелних догађаја. Ала Авад, египатски уметник, познат је по сликању неофараонских мурала који приказују сцене протеста током револуције 2011. године. Мешавина староегипатског стила сликарства и модерних околности има за циљ да скрене пажњу на лепоту египатског наслеђа и подстакне понос због египатског идентитета.
Током и након револуције, улични уметници су користили сатиру и сардонски хумор да би критиковали египатске политичке личности и организације; то укључује председника Мубарака и његов бивши режим, председника Мурсија, Муслиманско братство, Врховни савет оружаних снага, снаге безбедности, између осталих. Након што је Мубараков режим свргнут, Врховни савет оружаних снага и Муслиманско братство су наставили да цензуришу уличну уметност префарбавајући је. Египатски улични уметници су одговорили сликањем портрета полу-Мубарака- полу-Тантавија, карикатурама којима су илустровали фрустрацију због наставка ауторитарне владавине у Египту. Други уметници су се инспирисали и замењивали ликове другим лидерима како би истакли да револуција није донела либералне политичке промене којима су се демонстранти надали. Графитисти су користили колоквијални арапски језик да би исписали слогане попут „Братство су овце“ и насликали председника Мурсија као лутку на концу како би визуализовали незадовољство и неповерење према новој влади.

### Музика
Док су се стотине хиљада Египћана окупљале на Тргу Тахрир како би изразили своје неодобравање Мубараковог режима, протестне песме су брзо постале важан начин уједињавања демонстраната. Текстови ових песама истакли су сврху протеста и подсетили су на заједничка сећања како би се ојачале везе са египатском културом и историјом.
Уобичајена тема протестних песама биле су њихове основне теме национализма, које се обично односе на прошле египатске револуције. Музику Сајида Дарвиша певали су револуционари током револуција 1919. и 1952. године. Дарвишова „Билади, Билади, Билади“, египатска национална химна, била је популарна песма која се певала на Тргу Тахрир у раним данима револуције 2011. године.
Присутан на протестима на тргу Тахрир у првим месецима револуције, Рами Есам је почео спонтано да ствара песме користећи скандирања  масе. Укључио је елементе модерне музике и слогане актуелне револуције са референцама на египатску традицију отпора. Користио је сатирични хумор у многим песмама како би исмевао египатске политичаре и вође, попут Мубарака и његовог сина Гамала. Стотине хиљада демонстраната певало је његове песме заједно са њим на Тргу Тахрир; видео снимци Есамових песама брзо су постали вирални на друштвеним мрежама.

## Ирак
Уметност током протеста у Ираку 2011. године попримила је многе облике у различитим медијима, проистекавши из јавних немира око корупције у влади и незадовољства, поред дуготрајних последица инвазије од стране Сједињених Држава 2003. године. На улицама су демонстранти стварали мотиве отпора и заједничког националног идентитета уз помоћ транспарената и знакова. Политички обојене карикатуре, поезија и музика доживели су поновни раст унутар омладинског покрета отпора, катализујући подршку широм провинција Ирака.

### Уметност у Ираку пре Арапског пролећа
У годинама које су претходиле Арапском пролећу 2011. године, ирачка протестна уметност је била под снажним утицајем реакција на америчку окупацију и коментара о незадовољству режимом Садама Хусеина. Књига Карима Рисана „Сваки дан“ осликава осећања која су делили многи Ирачани пре 2011. године, протестујући због учесталости насиља након инвазије. Књига, натопљена црвеном бојом, ствара слику која подсећа на последице аутомобилске бомбе; крвавоцрвене странице, прекривене траговима гума, са свакодневним предметима, згњеченим.

### Заставе, транспаренти и знакови
Иако се уметност протеста из 2011. године углавном удаљила из студија на улице, осећај који су отелотворили уметници попут Карима Рисана је остао. Политички захтеви и идеолошки ставови протеста током Арапског пролећа у Ираку били су представљени првенствено кроз плакате, заставе и транспаренте. Критике представљене путем ових медија пратиле су неколико значајних и понављајућих тема: секташтво, корупција, политички ислам, права радника и одавање почасти колегама демонстрантима који су изгубили животе за ту ствар. Ирачка застава је постала синоним за уметност отпора током протеста, заузимајући централну улогу усред напетости инклузивног националног идентитета и секташтва повезаног са политичким исламом. Хазим ел Мали је комбиновао ирачку заставу са сликом споменика слободе на Тргу Тахрир, централном обележју демонстрација у Багдаду, изражавајући интеракцију између визуелне симболике националног идентитета и физичког чина протеста.

### Поезија, музика и хумор
Свака провинција у Ираку развила је свој начин изражавања свог идеолошког незадовољства и негодовања кроз уметност. У Басри, протестна уметност је попримила облик традиционалнијих медија, попут поезије и музике, поред шала и карикатура које су имале за циљ да исмеју и политичке лидере и политизовану религију. Певачи и народни песници, подстакнути омладинским групама, били су окупљени заједничким протестним амбицијама, стварајући уметност која је поставила темеље за побуну против актера одговорних за политизацију свих аспеката ирачког живота.

## Либија
Протестна уметност у Либији била је усредсређена на теме антивладиних осећања, националног идентитета и антиауторитарног отпора. Велики део уметничких дела која су настала током устанака био је усмерен на либијског револуционара Муамера ел Гадафија, отуђујући га од заједничког идентитета који деле демонстранти и дехуманизујући га као чин де факто насиља.

### Графити
Демонстранти, многи наоружани спрејевима и лименкама, успели су да надјачају власти на великим јавним просторима, обележавајући територије политички обојеном уметношћу и слоганима. Графити су постали средство контроле улица и других јавних површина, слично облицима физичке окупације виђеним током Арапског пролећа. Уметници су прекривали читаве четврти јарким бојама, прекривајући зидове муралима и исписујући антивладине слогане на безброј површина. Резултат овог неограниченог уметничког изражавања било је стварање великих сектора тихих протеста који су подстакли власти да признају поруке како би их прикрили.

### Критика Муамера ел Гадафија
Током устанака у Либији, уметници су стварали сурове приказе Муамера ел Гадафија, вође земље који је себе називао „Краљем краљева Африке“. Уметници су користили оштре увреде и визуелну сатиру стварајући преувеличане приказе Ел Гадафија и приказујући их широм града на постерима, зидним фрескама или цртежима. Ови прикази су се брзо развили и обухватили су етничке и расне стереотипе, као што је увећавање Гадафијевих усана, представљање његове косе као кудлаве коврџаве косе, поређење са мајмуном или приказивање вође као нељудског бића.